# 8996 Waynedwards
8996 Waynedwards este un asteroid din centura principală de asteroizi.

## Descriere
8996 Waynedwards este un asteroid din centura principală de asteroizi. A fost descoperit pe 1 martie 1981 la Siding Spring de Schelte J. Bus. Asteroidul prezintă o orbită caracterizată de o semiaxă mare de 3,09 ua, o excentricitate de 0,14 și o înclinație de 7,0° în raport cu ecliptica.